# اوتو ینسن (دوچرخه‌سوار)
اوتو ینسن (انگلیسی: Otto Jensen; ۱ ژانویهٔ ۱۸۹۳ – ۲۵ دسامبر ۱۹۷۲) دوچرخه‌سوار اهل دانمارک بود.